# 達美仮乗降場

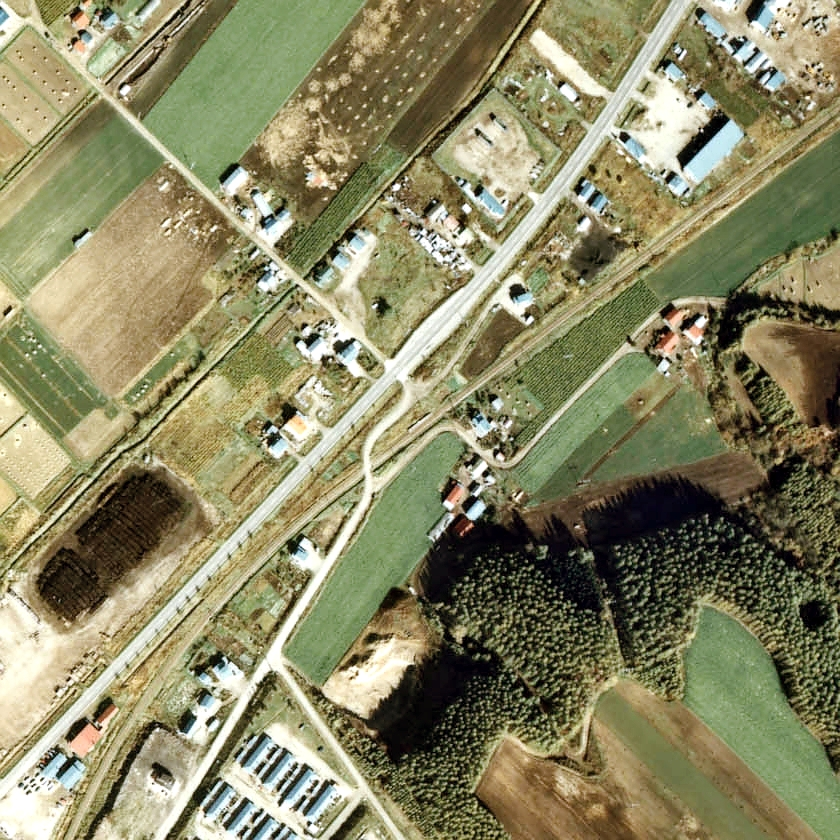
1977年の達美仮乗降場と周囲約500m範囲。左下が北見相生方面。

達美仮乗降場（たつみかりじょうこうじょう）は、北海道（網走支庁）網走郡津別町達美にあった日本国有鉄道（国鉄）相生線の仮乗降場（廃駅）である。相生線の廃線に伴い1985年（昭和60年）4月1日に廃駅となった。

## 歴史
付近住民の要望に沿い開設された。
- 1956年（昭和31年）5月1日 - 日本国有鉄道相生線の達美仮乗降場（局設定）として開業[3][1]。
- 1985年（昭和60年）4月1日 - 相生線の廃線に伴い廃止となる[3]。

### 駅名の由来
地区名より。アイヌ語の「タㇷ゚コㇷ゚（tapkop）」（たんこぶ山）に由来するとされ、当初は「達媚（たっこび）」と字を当てたものがさらに変化したものである。

## 駅周辺
- 国道240号
- 北海道北見バス「達美会館」停留所

## 駅跡
草むらになっている。

## 隣の駅
日本国有鉄道
相生線
活汲駅 - 達美仮乗降場 - 津別駅